# Rosemont (Maryland)
Pour les articles homonymes, voir Rosemont.
Le village de Rosemont est située dans le comté de Frederick, dans l’État du Maryland, aux États-Unis. Sa population s’élevait à 946 habitants lors du recensement de 2020.